# Храм Святої Софії (Трабзон)
Софійський собор (Собор Святої Софії, грец. Αγία Σοφία) — колишній кафедральний собор Трапезундської митрополії Константинопольської православної церкви, з 2013 року — мечеть.
Видатний пам'ятник пізньовізантійського зодчества, найбільший храм Трапезундської імперії, відомий своїми фресками XIII століття.

## Історія
Собор був побудований в 1238-1263 роках Мануїлом I. В 1461 році Мехмед II захопив Трапезунд і перетворив собор у мечеть. Будівля собору використовувалося як військовий госпіталь і склад під час Першої світової війни, коли місто було зайняте російськими військами. Далі він знову використовувався як мечеть до 1964 року, коли він став музеєм після реставрації, проведеної в 1958-1964 за допомогою Единбурзького університету.
У липні 2012 року віце-прем'єр уряду Туреччини Бюлент Аринч заявив про намір уряду дозволити передачу храму мусульманській громаді для перетворення в мечеть. У квітні 2013 року храм був перетворений на мечеть.